# Sertão Paraibano
Sertão Paraibano is een van de vier mesoregio's van de Braziliaanse deelstaat Paraíba. Zij grenst aan de mesoregio's Borborema, Sertão Pernambucano (PE), Sul Cearense (CE), Centro-Sul Cearense (CE), Oeste Potiguar (RN) en Central Potiguar (RN). De mesoregio heeft een oppervlakte van ca. 22.720 km². In 2006 werd het inwoneraantal geschat op 831.031.
Zeven microregio's behoren tot deze mesoregio:
- Cajazeiras
- Catolé do Rocha
- Itaporanga
- Patos
- Piancó
- Serra do Teixeira
- Sousa

Mesoregio's: Agreste Paraibano · Borborema · Mata Paraibana · Sertão Paraibano

Microregio's: Brejo Paraibano · Cajazeiras · Campina Grande · Cariri Ocidental · Cariri Oriental · Catolé do Rocha · Curimataú Ocidental · Curimataú Oriental · Esperança · Guarabira · Itabaiana · Itaporanga · João Pessoa · Litoral Norte · Litoral Sul · Patos · Piancó · Sapé · Seridó Ocidental · Seridó Oriental · Serra do Teixeira · Sousa · Umbuzeiro